# Peter Amosi
Peter Amosi – malawijski piłkarz grający na pozycji pomocnika. W swojej karierze grał w reprezentacji Malawi.

## Kariera klubowa
W swojej karierze piłkarskiej Amosi grał w klubie Civil Service United FC.

## Kariera reprezentacyjna
W reprezentacji Malawi Amosi zadebiutował w 1984 roku. W tym samym roku został powołany do kadry na Puchar Narodów Afryki 1984. Na tym turnieju zagrał w trzech meczach grupowych: z Algierią (0:3), z Nigerią (2:2) i z Ghaną (0:1). W kadrze narodowej grał do 1987 roku.